# Franktirör
Franktirör, franc-tireur, (franska franc, fri, och tirer, skjuta) var en friskytt  som inte ingick i en reguljär armé. 

## Frankrike
Skyttesällskap med friskyttar bildades 1867 i Frankrike då man väntade ett krig med Preussen. Franktirörskaror som uppträdde under kriget 1870-1871 erkändes icke alltid av tyskarna såsom statens trupper. 1870 infogades de i armékårerna eller territorialdivisionerna. Många franktirörband fortsatte dock att föra krig på egen hand. Efter freden förbjöds de.

## Franktirörer enligt Haagkonventionen
Franktirör är en term som har använts för en kombattant som om han tillfångatas inte nödvändigtvis är berättigad att betraktas som en krigsfånge. Frågan om franktirörer var en tvistefråga under förarbetet till 1899 års Haagkonvention.
Under krigsförbrytarrättegångarna i Nürnberg fann domstolen att partisanerna på Balkan inte åtnjöt skydd som kombattanter under 1899 och 1907 års Haagkonventioner. I domstolens utslag sades: We are obliged to hold that such guerrillas were francs tireurs who, upon capture, could be subjected to the death penalty. Consequently, no criminal responsibility attaches to the defendant List because of the execution of captured partisans.... (Dvs. "Vi är tvungna att dra slutsatsen att sådana gerillakrigare var franktirörer, som vid tillfångatagande kunde bli föremål för dödsstraff. Följaktligen kan inget straffrättsligt ansvar utkrävas av svarande List på grund av avrättningen av tillfångatagna partisaner.")

## Franktirörer enligt Genèvekonventionen
Genom den Tredje Genèvekonventionen i sin 1949 omarbetade form, blev franktirörer berättigade till krigsfångestatus, under förutsättning att:
1. de står under befäl av en person som är ansvarig för sina underordnade,
2. de bär ett bestämt och på avstånd igenkännligt utmärkande tecken,
3. de bär sina vapen öppet,
4. de iakttar krigets lagar och bruk vid sina operationer.

Undantaget från 1 och 2 är levée en masse, det vill säga när civilbefolkning inför ett hotande angrepp tar till vapen utan att hinna organisera sig. Det krävs dock att de följer krigets lagar och bär sina vapen öppet. 